# Le Bouchon-sur-Saulx

Le Bouchon-sur-Saulx este o comună în departamentul Meuse din nord-estul Franței. În 2010 avea o populație de 236 de locuitori.

## Evoluția populației
| An        | 1975 | 1982 | 1990 | 1999 | 2006 | 2010 |
| --------- | ---- | ---- | ---- | ---- | ---- | ---- |
| Populație | 265  | 275  | 245  | 219  | 221  | 236  |